# Rabab Id
Rabab Id Sajjid Awad, Rabab Eid Sayed Awad (ar. رباب عيد سيد عوض; ur. 10 sierpnia 1990) – egipska zapaśniczka walcząca w stylu wolnym. Olimpijka z Londynu 2012, gdzie zajęła szesnaste miejsce w kategorii 55 kg.
Zdobyła dwa medale na mistrzostwach Afryki, srebrny w 2011. Trzecia na mistrzostwach śródziemnomorskich w 2012 roku.
- Turniej w Londynie 2012

Przegrała w pierwszej walce z Ukrainką Tetianą Łazariewą i odpadła z turnieju.